# Aulacophoria
Aulacophoria is een geslacht van uitgestorven brachiopoden, dat leefde tijdens het Vroeg-Carboon.

## Beschrijving
Deze drie centimeter lange brachiopode kenmerkt zich door de praktisch cirkelronde tot vierkante kleppen, waarop talrijke smalle ribben lopen. De armklep is boller dan de steelklep. De brede plooi aan de voorrand valt samen met de sulcus (verdiept gedeelte van het buitenoppervlak) van de steelklep. De pedunculus is stevig, de interarea (het klepdeel tussen wervel en slot) echter betrekkelijk krap.